# Nhân khẩu Hoa Kỳ

Số lượng cư dân Hoa Kỳ từ 1790 đến 2010.

Hoa Kỳ là một quốc gia đa chủng tộc và có lượng dân số lớn thứ ba thế giới tính đến tháng 4 năm 2015 thì dân số của Hoa Kỳ là 325,7 triệu người. Trong mười năm (từ 2000 đến 2010), dân số Hoa Kỳ đã tăng 9,7%.
Mật độ dân số là 34 người/km² (2015). Dân số thành thị là 81,4% (2014).

## Số lượng cư dân
Dân số Hoa Kỳ rất đa dạng về dân tộc và quốc gia, vì vậy Hoa Kỳ được gọi là quốc gia của những người nhập cư khá hợp lý - từ 1790 đến 1994. gần 64 triệu người nhập cư đã đến nước này từ Châu Âu, Châu Mỹ Latinh, Châu Á và Châu Phi.
Ngày 1 tháng 8 năm 1790 - cuộc điều tra dân số liên bang đầu tiên của dân số Hoa Kỳ, dẫn đến dân số 3,9 triệu người.
Năm 1915, 100 triệu người sống ở Hoa Kỳ.
Năm 1967, Hoa Kỳ đã vượt qua cột mốc 200 triệu người.
Theo Cục điều tra dân số Hoa Kỳ, vào ngày 17 tháng 10 năm 2006, tại 7,46 EST, một người thứ 300 triệu đã được sinh ra ở nước này.
308 triệu 745 nghìn 538 người sống ở Hoa Kỳ theo Tổng điều tra dân số tháng 4 năm 2010. Con số này cao hơn 9,7% so với cuộc điều tra dân số trước đó, được tổ chức vào năm 2000.
Trung bình, mỗi phụ nữ Mỹ sinh ra hai đứa con trong đời. Trong những năm qua, sự tăng trưởng của dân số Hoa Kỳ dao động từ 0,75 đến 1,5%.

## Số theo điều tra dân số
- 1790 - 3 929 214,
- 1800 - 5 236 631,
- 1810 - 7 239 881,
- 1820 - 9 638 453,
- 1830 - 12 866 020,
- 1840 - 17 069 453,
- 1850 - 23 191 876,
- 1860 - 31 443 321,
- 1870 - 38 558 371,
- 1880 - 49 371 340,
- 1890 - 62 979 766,
- 1900 - 76 212 168,
- 1910 - 92 228 496,
- 1920 - 106 021 537,
- 1930 - 123 202 624,
- 1940 - 132 164 569,
- 1950 - 151 325 798,
- 1960 - 179 323 175,
- 1970 - 203 211 926,
- 1980 - 226 545 805,
- 1990 - 248.709.873,
- 2000 - 281 421 906,
- 2010 - 308.745.538.

## Tỉ lệ sinh-tử tại Hoa Kỳ
Thế hệ thực dân đầu tiên có 7-8 trẻ em trong một gia đình trung lưu và đến năm 1660 những đứa trẻ này lớn lên và muốn có trang trại riêng.
| Năm  | Tỷ lệ sinh sản | Tỷ lệ sinh sản | Tỷ lệ giữa trẻ em và phụ nữ | Tỷ lệ giữa trẻ em và phụ nữ | Tổng tỷ suất sinh | Tổng tỷ suất sinh | Tuổi thọ       | Tuổi thọ     | Tỷ lệ tử vong ở trẻ sơ sinh | Tỷ lệ tử vong ở trẻ sơ sinh |
| ---- | -------------- | -------------- | --------------------------- | --------------------------- | ----------------- | ----------------- | -------------- | ------------ | --------------------------- | --------------------------- |
|      | Người da trắng | Người da đen   | Người da trắng              | Người da đen                | Người da trắng    | Người da đen      | Người da trắng | Người da đen | Người da trắng              | Người da đen                |
| 1800 | 55,0           |                | 1342                        |                             | 7,04              |                   |                |              |                             |                             |
| 1810 | 54,3           |                | 1358                        |                             | 6,92              |                   |                |              |                             |                             |
| 1820 | 52,8           |                | 1295                        | 1191                        | 6,73              |                   |                |              |                             |                             |
| 1830 | 51,4           |                | 1145                        | 1220                        | 6,55              |                   |                |              |                             |                             |
| 1840 | 48,3           |                | 1085                        | 1154                        | 6,14              |                   |                |              |                             |                             |
| 1850 | 43,3           | 58,6           | 892                         | 1087                        | 5,42              | 7,90(1)           | 39,5           | 23,0         | 216,8                       | 340,0                       |
| 1860 | 41,4           | 55,0           | 905                         | 1072                        | 5,21              | 7,58(2)           | 43,6           |              | 181,3                       |                             |
| 1870 | 38,3           | 55,4           | 814                         | 997                         | 4,55              | 7,69(3)           | 45,2           |              | 175,5                       |                             |
| 1880 | 35,2           | 51,9           | 780                         | 1090                        | 4,24              | 7,26(4)           | 40,5           |              | 214,8                       |                             |
| 1890 | 31,5           | 48,1           | 685                         | 930                         | 3,87              | 6,56              | 46,8           |              | 150,7                       |                             |
| 1900 | 30,1           | 44,4           | 666                         | 845                         | 3,56              | 5,61              | 51,8           | 41,8         | 110,8                       | 170,3                       |
| 1910 | 29,2           | 38,5           | 631                         | 736                         | 3,42              | 4,61              | 54,6           | 46,8         | 96,5                        | 142,6                       |
| 1920 | 26,9           | 35,0           | 604                         | 608                         | 3,17              | 3,64              | 57,4           | 47,0         | 82,1                        | 131,7                       |
| 1930 | 20,6           | 27,5           | 506                         | 554                         | 2,45              | 2,98              | 60,9           | 48,5         | 60,1                        | 99,9                        |
| 1940 | 18,6           | 26,7           | 419                         | 513                         | 2,22              | 2,87              | 64,9           | 53,9         | 43,2                        | 73,8                        |
| 1950 | 23,0           | 33,3           | 580                         | 663                         | 2,98              | 3,93              | 69,0           | 60,7         | 26,8                        | 44,5                        |
| 1960 | 22,7           | 32,1           | 717                         | 895                         | 3,53              | 4,52              | 70,7           | 63,9         | 22,9                        | 43,2                        |
| 1970 | 17,4           | 25,1           | 507                         | 689                         | 2,39              | 3,07              | 71,6           | 64,1         | 17,8                        | 30,9                        |
| 1980 | 15,1           | 21,3           | 300                         | 367                         | 1,77              | 2,18              | 74,5           | 68,5         | 10,9                        | 22,2                        |
| 1990 | 15,8           | 22,4           | 298                         | 359                         | 2,00              | 2,48              | 76,1           | 69,1         | 7,6                         | 18,0                        |
| 2000 | 13,9           | 17,0           | 343                         | 401                         | 2,05              | 2,13              | 77,4           | 71,7         | 5,7                         | 14,1                        |

1. trung bình trong giai đoạn năm 1850-1859.
2. trung bình trong giai đoạn năm 1860-1869.
3. trung bình trong giai đoạn năm 1870—1879.
4. trung bình trong giai đoạn năm 1860—1864.

## Ngôn ngữ
Tổ chức Anh ngữ Hoa Kỳ, tổ chức phi chính phủ có ảnh hưởng nhất đối với chính sách ngôn ngữ của nhà nước, vào tháng 3 năm 2005 đã xuất bản báo cáo về Nhiều ngôn ngữ - One America, theo đó dân số nước này sử dụng 322 ngôn ngữ trong các tình huống hàng ngày (ở nhà, tại nơi làm việc, ngoài trời).
Tiểu bang đa ngôn ngữ nhất là California (207 ngôn ngữ). Đơn điệu nhất trong tất cả các tiểu bang là bang Utah (56). Trong New York, nói 129 thứ tiếng, và ở Los Angeles - 137.
Ngôn ngữ phổ biến nhất ở Mỹ là tiếng Anh. Họ sở hữu 215,4 triệu người từ hơn 300 triệu người sống ở Hoa Kỳ. Tiếng Anh không có tư cách nhà nước chính thức trên khắp Hoa Kỳ. Ở cấp độ lập pháp, nó được phê duyệt là một tiểu bang chỉ có ở 28 tiểu bang và hai vùng lãnh thổ (Quần đảo Virgin thuộc Hoa Kỳ và Puerto Rico). Quốc hội Hoa Kỳ theo thời gian coi một dự luật phê duyệt tiếng Anh là ngôn ngữ chính thức của đất nước, nhưng nó không đạt được số phiếu cần thiết. Lần cuối cùng một cuộc bỏ phiếu về Đạo luật Thống nhất của Tiếng Anh Tiếng Anh đã được tổ chức vào năm 2003. Người vận động hành lang chính cho việc thông qua dự luật là Quỹ tiếng Anh Hoa Kỳ.
Đồng thời, các tác giả của báo cáo không cho rằng cần phải hợp pháp hóa ở cấp liên bang Tây Ban Nha, được sử dụng tích cực bởi 28 triệu cư dân của Hoa Kỳ. Theo Cục điều tra dân số Hoa Kỳ, khoảng 37,4 triệu người Mỹ gốc Tây Ban Nha sống ở Hoa Kỳ vào năm 2002 - tăng 1,3 triệu so với năm nay. Trong nhiều công ty ở miền nam Florida, miền nam California và Texas, kiến thức về tiếng Tây Ban Nha là bắt buộc khi đi xin việc
Hơn 700 nghìn người nói tiếng Nga bản địa sống ở Hoa Kỳ. Số lượng lớn nhất trong số họ sống ở bang New York (218.765 người, tương đương 30,98% tổng số người nói tiếng Nga), ít nhất - ở bang Utah (170 người, tương đương 0,02%). Mười tiểu bang hàng đầu nơi tiếng Nga phổ biến cũng bao gồm California, New Jersey, Illinois, Massachusetts, Pennsylvania, Washington, Florida, Maryland và Oregon.
15 ngôn ngữ phổ biến nhất ở Hoa Kỳ 
(trong ngoặc đơn cho biết số lượng người bản ngữ theo năm 2013) (triệu người)
- Tiếng Anh (là duy nhất) (231.1)
- Tiếng Tây Ban Nha (bao gồm cả ngôn ngữ Creole) (37,5)
- Tiếng Trung (2.9)
- Tiếng Tạng (1.6)
- Tiếng Việt (1.4)
- Tiếng Pháp (1,3)
- Tiếng Hàn (1.1)
- Tiếng Đức (1.1)
- Tiếng Ả Rập (0,9)
- Tiếng Nga (0,9)

Tiếng Creole có trụ sở tại Pháp (0,7)
- Tiếng Ý (0,7)
- Tiếng Bồ Đào Nha (bao gồm cả ngôn ngữ Creole) (0,7)
- Tiếng Hindi (0,6)
- Tiếng Ba Lan (0,6)